# 위로받지 못한 사람들
《위로받지 못한 사람들》(영어: The Unconsoled)은 가즈오 이시구로의 1995년 장편 역사소설이다. 유명 피아니스트인 주인공 라이더가 성공을 위해 저버려야 했던 가치들, 사랑, 가족, 부모, 우정을 되살리기 위해 열심히 뛰는 이야기이다. 대한민국에는 민음사에서 김석희 번역으로 2권 분권해서 출간되었다.